# Шереметев, Николай Петрович (скрипач)
Никола́й Петро́вич Шереме́тев (25 марта 1903 — 12 мая 1944) ― советский скрипач и композитор.

## Биография
Родился в 1903 году в семье графа Петра Сергеевича Шереметева (1876—1914) и Елены Феофиловны (урождённой баронессы Мейендорф; 1881—1966). Детство провёл в Шереметьевском дворце в Санкт-Петербурге. Получил домашнее образование; одним из его учителей был поэт Николай Гумилёв, который преподавал ему ассирийский язык. Поскольку отец Николая увлекался музыкой, во дворце был собственный оркестр, мальчика начали учить игре на скрипке ещё в возрасте семи лет. Из семейной коллекции ему была подарена скрипка Амати, с которой он не расставался до конца жизни.
После революции Шереметевы лишились всего своего состояния, хотя почти все члены семьи уцелели, за исключением двух старших братьев Николая, которые погибли во время Ледяного похода генерала Корнилова.
В 1919 году Николай Шереметев на репетиции спектакля «Принцесса Турандот» в театре Вахтангова познакомился с актрисой Цецилией Мансуровой (настоящее имя ― Цецилия Львовна Воллерштейн), которая исполняла главную роль в спектакле. Вскоре между ними возник роман, несмотря на разницу в возрасте и происхождении, а также то, что Мансурова уже была к тому моменту замужем. Несмотря на яростные возражения со стороны матери Николая они сочетались узами брака. Сам Шереметев, чтобы быть ближе к супруге, устроился в театр скрипачом.
В 1924 году из советской России уехали все члены семьи Николая. Сам он также раздумывал об эмиграции, но в конце концов решил остаться на родине. Он продолжил работу в театре Вахтангова скрипачом и концертмейстером, сочинял музыку для различных спектаклей, а так же отдельные произведения для скрипки и фортепиано, например: «Забытый вальс».
Шереметев неоднократно арестовывался сотрудниками ОГПУ, но каждый раз отпускался на свободу благодаря связям своей жены.
Погиб в 1944 году на охоте при не до конца выясненных обстоятельствах. Виновник его гибели не был найден. Цецилия тяжело переживала утрату супруга и больше никогда не вышла замуж. Вообще их история жизни сильно похожа на историю прапрадеда Николая и его полного тёзки Николая Петровича Шереметева, который женился на крепостной актрисе Прасковье Ивановне Жемчуговой.
Похоронен на Новодевичьем кладбище (участок № 2) рядом с женой.

## Личность
Писательница А. В. Масс, соседка по дому, вспоминала о своём детстве:

«Мы, дети, его обожали. Когда он выходил из подъезда с двумя своими рыжими весёлыми сеттерами, мы сбегались к нему со всех концов двора. На наших глазах дяди Колин большой палец отделялся от руки, описывал круг в воздухе, а потом снова прирастал; проглоченный шарик каким-то чудом оказывался в кармане Мишки Рапопорта или в ухе Ани Горюновой.
Его и взрослые все любили. Он был красив, элегантен, прекрасно знал этикет, свободно говорил на нескольких языках. И в то же время был прост, отзывчив и доступен как истинный аристократ. Когда в театр приезжали иностранные гости, Николая Петровича выпускали вперёд. Театр гордился своим представителем. И одновременно немного над ним подтрунивал. Копил анекдотические истории о столкновениях графа с советской действительностью — наподобие случая в милиции или, например, в керосиновой лавке, когда продавец осадил его:
 — Обождёшь! Не граф Шереметев!
В тридцатые годы театр получил в качестве дома отдыха бывший охотничий дом Шереметевых в Плёскове. Обслуживающий персонал, набранный из старых графских слуг, и жители окрестных деревень помнили „Николашу“ ещё ребёнком, и когда он впервые приехал в отпуск с женой, среди местных начался переполох. Повар готовил „их сиятельствам“ отдельно и подавал сам. Крестьяне являлись с подарками и отвешивали поясные поклоны. Цилюша, как истая графиня, выходила на балкон и принимала приветствия и подарки. Отдыхающие артисты наслаждались ситуацией и изощрялись в шутках.

…Почему он остался, не уехал? Отец его умер до революции, а мать в 1924 году добилась заграничных паспортов для себя и детей. Он должен был уехать вместе с семьёй в эмиграцию, но вмешалась судьба: однажды он попал на репетицию „Принцессы Турандот“, увидел исполнительницу главной роли — и оказался сражён. Она ответила на его чувство. Мать с четырьмя младшими детьми уехала без него. Как прадед его, нарушив сословные каноны, женился на актрисе, так и нынешний граф повторил его поступок».— Масс А. Вахтанговцы, старшее поколение

## Комментарии
1. ↑  На самом деле у Николая Петровича было пятеро младших братьев и сестёр и старший брат Борис.
2. ↑  Точнее, прапрадед.